# اوگاساوارا ناگاشیگه
اوگاساوارا ناگاشیگه (به ژاپنی: 小笠原 長重 Ogasawara Nagashige); ۵ ژوئن ۱۶۵۰ – ۱۹ سپتامبر ۱۷۳۲) روجو، سامورایی در دوره ادو اهل ژاپن بود.